# Camelina
Camelina és un gènere de plantes amb flors dins la família Brassicàcia. Una de les seves espècies, Camelina sativa, és una important planta oleaginosa i biocombustible. El gènere té el seu òptim a Àsia occidental i s'estén també per Europa occidental i la regió mediterrània.

## Distribució als Països Catalans
Només es troba l'espècie Camelina sativa (L) Crantz en diverses formes (A,B C) que es diferencien per la pilsitat, la mida dels fruits i dels pètals. Viu des del nivell del mar fins als 1500 m d'altitud.